# C2c

Netzplan von c2c

c2c ist eine britische Eisenbahngesellschaft. c2c betreibt sämtliche Züge der London, Tilbury and Southend Line, die vom Kopfbahnhof Fenchurch Street in der City of London entlang des Themse-Nordufers nach Essex verkehren. Fahrtziele sind Tilbury, Southend-on-Sea und Shoeburyness. Bis zum 10. Januar 2017 gehörte c2c zur National Express Group. Danach war c2c über die Tochtergesellschaft Trenitalia UK Teil der Unternehmensgruppe Ferrovie dello Stato Italiane (Eisenbahnen des Staates Italien). Am 20. Juli 2025 übernahm die staatliche DfT Operator Limited (DFTO) den Betrieb.

## Geschichte
Im Mai 1996 erwarb das Unternehmen Prism Rail das Franchise und betrieb das Teilnetz unter der Bezeichnung LTS Rail. Die National Express Group übernahm Prism Rail im September 2000 und führte 2002 den Markennamen c2c ein. Das Franchise ist bis 2011 gültig und wird dann neu ausgeschrieben. Der Unterhalt fast aller Stationen wird durch c2c selbst durchgeführt. Ausnahmen sind Fenchurch Street (Network Rail) und West Ham (London Underground). Im Gegensatz zu anderen Bahngesellschaften in der Region London erlaubt c2c die Benutzung der Chipkarte Oyster Card. Mit einer Rate von 95,3 % war c2c im Jahr 2005 die pünktlichste Bahngesellschaft in Großbritannien.
Am 11. Januar 2017 gab die damalige Muttergesellschaft National Express Group bekannt, die c2c-Franchise an Trenitalia UK zu verkaufen und sich somit komplett vom britischen Eisenbahnmarkt zu verabschieden, dieser Kauf wurde am 10. Januar 2017 vollzogen.

## Rollmaterial
| Class           | Bild | Typ                  | V/max    | Wagen | Anzahl | Baujahr   |
| --------------- | ---- | -------------------- | -------- | ----- | ------ | --------- |
| 357 Electrostar |      | Triebwagen (Elektro) | 161 km/h | 4     | 74     | 1999–2002 |
| 720 Aventra     |      | Triebwagen (Elektro) | 161 km/h | 5     | 12     | 2020/2021 |

## Angebot
Außerhalb der Hauptverkehrszeit fahren in Fenchurch Street stündlich acht Züge ab, die bis Barking bzw. Upminster (Endstationen der London Underground) auf derselben Stammstrecke verkehren. Dort erfolgt eine Aufteilung in vier verschiedene Linien: Zwei Züge pro Stunde verkehren nach Grays über Rainham, zwei verkehren nach Southend Central über Ockendon und vier nach Shoeburyness über Basildon. Während der Hauptverkehrszeit wird die Anzahl der Züge auf bis zu zwanzig pro Stunde erhöht, wobei einzelne Züge als Express nur an den wichtigsten Stationen halten.